# 1952–1953-as magyar labdarúgókupa
Az 1952–1953-as magyar népköztársasági kupa a sorozat 23. kiírása volt. A kupa nem került befejezésre.

## 1. forduló
- Győri Dózsa – Pápai Vörös Lobogó: A Győr visszalépett.
- Zalaegerszegi Építők – Győri Lokomotív: A Győr lemondta.

| 1. csapat                     | Eredmény | 2. csapat                     |
| ----------------------------- | -------- | ----------------------------- |
| 1952. december                |          |                               |
| László kórház                 | 3 – 8    | Vasas Ganzvagon               |
| Bp. Haladás                   | 4 – 1    | Kaliber                       |
| 1952. december 7.             |          |                               |
| Bp. Városi Tanács             | 1 – 7    | Veszprémi Bástya              |
| Kapuvári ÁMGSK                | 3 – 2    | Soproni Lokomotív             |
| Győri Dózsa                   |          | Pápai Vörös Lobogó            |
| Győri Vörös Lobogó Gyapjúfonó | 0 – 2    | Tatabányai Építők             |
| Győri Szerszámgépgyár         | 6 – 0    | Zalaegerszegi Vörös Meteor    |
| Zalaegerszegi Építők          |          | Győri Lokomotív               |
| Somogyszobi Lokomotív         | 2 – 7    | Nagykanizsai Lokomotív        |
| Gyékényesi Lokomotív          | 1 – 4    | Pécsi Vörös Lobogó            |
| Pécsi Zrínyi Honvéd           | 3 – 2    | Pécsbányatelepi Bányász       |
| Pécsi Építők                  | 2 – 5    | Kaposvári Vasas               |
| Pécsi Kinizsi                 | 0 – 14   | Komlói Bányász                |
| Véméndi Kinizsi               | 2 – 9    | Pécsújhegyi Bányász           |
| Nyergesújfalui Viscosa        | 1 – 6    | Tatabányai Bányász            |
| Tokodi Üveggyári Építők       | 2 – 2    | Várpalotai Bányász            |
| Tiszakécske SK                | 1 – 4    | Szolnoki Szikra               |
| Mindszenti Traktor            | 1 – 3    | Szegedi Lokomotív             |
| Hódmezővásárhelyi Dózsa       | 3 – 1    | Szegedi Petőfi                |
| Hódmezővásárhelyi Petőfi      | 3 – 4    | Orosházi Kinizsi              |
| Szegedi Dózsa                 | 5 – 2    | Kiskunfélegyházi Vasas        |
| Szarvasi Traktor              | –        | Békési Építők                 |
| Székesfehérvári Építők        | 2 – 2    | Mátyásföldi Honvéd Iljusin SK |
| Jászberényi Petőfi            | 5 – 3    | Szolnoki Lokomotív            |
| Szolnoki Kinizsi              | 3 – 2    | Ceglédi Lokomotív             |
| Debreceni MÁV Igazgatóság     | 1 – 0    | Debreceni Dózsa               |
| Debreceni Vasas               | 0 – 4    | Nyíregyházi Építők            |
| Debreceni Honvéd              | 3 – 2    | Debreceni Lokomotív           |
| Nagybátonyi Bányász           | 8 – 2    | Gyöngyösi Építők              |
| Sátoraljaújhelyi Petőfi       | 2 – 1    | Miskolci Építők               |
| Ózdi Vasas                    | 8 – 0    | Perecesi Bányász              |
| Salgótarjáni Vasas            | 3 – 1    | Hatvani Lokomotív             |
| Egri Fáklya                   | 3 – 3    | Pénzügyőrök                   |
| Mezőkövesdi Petőfi            | 3 – 5    | Miskolci Lokomotív            |
| Diósgyőri Vasas Vörös Csillag | 5 – 1    | Diósgyőri Bányász             |
| Farkaslyuki Bányász           | 0 – 8    | Sajószentpéteri Bányász       |
| Váci Lokomotív                | 5 – 1    | Dunakeszi Vasas               |
| Pilisvörösvári Bányász        | 2 – 2    | Óbudai Hajógyár               |
| M Posztó                      | 1 – 1    | Bp. Építők                    |
| Ganzvillamossági              | 0 – 1    | Vasas Beloianisz gyár         |
| Kiskunhalasi Lokomotív        | 2 – 3    | Kecskeméti Kinizsi            |
| Szentendrei Honvéd            | 3 – 1    | Csillaghegyi Vörös Lobogó     |
| Vasas Danuvia                 | 7 – 6    | Bp. Szikra                    |
| Tótkomlósi SK                 | 1 – 3    | Békéscsabai Építők            |

## 2. forduló
- Váci Vörös Lobogó – Szikra Hungária: a Szikra lemondta
- Pápai Vörös Lobogó – Kapuvári ÁMG SK: a Kapuvár lemondta

| 1. csapat                     | Eredmény | 2. csapat                       |
| ----------------------------- | -------- | ------------------------------- |
| 1952. december 11.            |          |                                 |
| Debreceni MÁV Igazgatóság     | 0 – 6    | Debreceni Honvéd                |
| 1952. december 14.            |          |                                 |
| Pápai Petőfi                  | 1 – 2    | Tatabányai Bányász              |
| Mátyásföldi Honvéd Iljusin SK | 3 – 4    | Veszprémi Bástya                |
| Pápai Vörös Lobogó            |          | Kapuvári ÁMG SK                 |
| Tatabányai Építők             | 3 – 0    | Győri Szerszámgépgyár           |
| Zalaegerszegi Építők          | 0 – 3    | Nagykanizsai Bányász            |
| Pécsi Vörös Lobogó            | 1 – 3    | Nagykanizsai Lokomotív          |
| Kaposvári Vasas               | 4 – 1    | Pécsi Zrínyi Honvéd             |
| Komlói Bányász                | 10 – 1   | Pécsújhegyi Bányász             |
| Várpalotai Bányász            | 8 – 2    | Székesfehérvári Dózsa           |
| Tolnai Vörös Lobogó           | 7 – 2    | Bp. Előre                       |
| Simontornyai Vörös Lobogó     | 1 – 1    | Szikra Gázművek                 |
| Pénzügyőrök                   | 3 – 0    | Szentendrei Honvéd              |
| Piliscsabai Honvéd            | 3 – 2    | Váci Lokomotív                  |
| Bp. Vörös Meteor              | 7 – 1    | Vasas Danuvia                   |
| Óbudai Hajógyár               | 2 – 2    | Vasas Elektromos                |
| Építők Gránit                 | 1 – 3    | Vasas MÁVAG                     |
| XVI. ker. Petőfi              | 4 – 6    | Beloiannisz-gyár                |
| Bp. Haladás                   | 6 – 3    | Vasas Székesfehérvári Motorgyár |
| Ganzvagon                     | erőnyerő |                                 |
| Bp Építők                     | 3 – 3    | Vörös Lobogó Textilfestő        |
| Kinizsi Sörgyár               | 3 – 2    | Vörös Lobogó Kistext            |
| Kinizsi Dohánygyár            | erőnyerő |                                 |
| Bp. Gyárépítők                | 3 – 0    | Vörös Lobogó Duna-cipőgyár      |
| Váci Vörös Lobogó             |          | Szikra Hungária                 |
| Csepeli Szikra                | erőnyerő |                                 |
| Kecskeméti Kinizsi            | 3 – 0    | Szolnoki Szikra                 |
| Gyulai Építők                 | 3 – 1    | Bp. Lokomotív                   |
| Szegedi Lokomotív             | 4 – 0    | Hódmezővásárhelyi Dózsa         |
| Békéscsabai Építők            | 0 – 0    | Szegedi Dózsa                   |
| Szarvasi Traktor              | 1 – 3    | Orosházi Kinizsi                |
| Szolnoki Kinizsi              | 9 – 0    | Jászberényi Petőfi              |
| Nyíregyházi Építők            | 4 – 0    | Sátoraljaújhelyi Petőfi         |
| Nagybátonyi Bányász           | 3 – 4    | Ózdi Vasas                      |
| Sajószentpéteri Bányász       | 4 – 3    | Salgótarjáni Vasas              |
| Miskolci Lokomotív            | 3 – 1    | Diósgyőri Vasas Vörös Csillag   |

## 3. forduló
Váci Vörös Lobogó — Bp. Gyárépitők: A Gyárépítők lemondta
| 1. csapat                | Eredmény | 2. csapat              |
| ------------------------ | -------- | ---------------------- |
| 1952. december 21.       |          |                        |
| Tatabányai Bányász       | 1 – 1    | Veszprémi Bástya       |
| Pápai Vörös Lobogó       | –        | Tatabányai Építők      |
| Nagykanizsai Bányász     | 8 – 2    | Nagykanizsai Lokomotív |
| Kaposvári Vasas          | 2 – 1    | Komlói Bányász         |
| Várpalotai Bányász       | 1 – 3    | Bp. Előre              |
| Szikra Gázművek          | 2 – 3    | Pénzügyőrök            |
| Bp. Vörös Meteor         | 1 – 2    | Piliscsabai Honvéd     |
| Vasas MÁVAG              | 2 – 0    | Vasas Elektromos       |
| Beloiannisz-gyár         | 1 – 1    | Bp. Haladás            |
| Vörös Lobogó Textilfestő | 2 – 5    | Vasas Ganzvagon        |
| Kinizsi Sörgyár          | 2 – 4    | Kinizsi Dohánygyár     |
| Váci Vörös Lobogó        |          | Bp. Gyárépitők         |
| Kecskeméti Kinizsi       | 2 – 2    | Csepeli Szikra         |
| Gyulai Építők            | 10 – 0   | Szegedi Lokomotív      |
| Orosházi Kinizsi         | 3 – 1    | Szegedi Dózsa          |
| Szolnoki Kinizsi         | 4 – 1    | Debreceni Honvéd       |
| Ózdi Vasas               | 6 – 2    | Miskolci Lokomotív     |
| Sajószentpéteri Bányász  | 4 – 2    | Nyíregyházi Építők     |

## 4. forduló
A Gyulai Építők – Orosházi Kinizsi 3 – 1 végeredményét megsemmisítették, mert a Gyula csapatában jogosulatlanul szerepelt Portörő Gábor a Sztálin Vasmű Építők játékosa. A továbbjutó az Orosháza.
| 1. csapat               | Eredmény | 2. csapat              |
| ----------------------- | -------- | ---------------------- |
| 1953. február 21.       |          |                        |
| Kinizsi Dohánygyár      | 2 – 6    | Bp. Bástya             |
| 1953. február 22.       |          |                        |
| Veszprémi Bástya        | 5 – 0    | Nagykanizsai Bányász   |
| Szolnoki Kinizsi        | 1 – 3    | Szegedi Honvéd         |
| Gyulai Építők           |          | Orosházi Kinizsi       |
| Csepeli Szikra          | 0 – 1    | Bp. Postás             |
| Dorogi Bányász          | 1 – 1    | Bp. Haladás            |
| Sajószentpéteri Bányász | 1 – 1    | Diósgyőri Vasas        |
| Ózdi Vasas              | 2 – 2    | Salgótarjáni Bányász   |
| Váci Vörös Lobogó       | 0 – 4    | Bp. Dózsa              |
| Vasas Ganzvagon         | 1 – 1    | Bp. Kinizsi            |
| Vasas MÁVAG             | 2 – 6    | Bp. Vasas              |
| Pápai Vörös Lobogó      | 3 – 2    | Szombathelyi Lokomotív |
| Kaposvári Vasas         | 0 – 3    | Pécsi Lokomotív        |
| Piliscsabai Honvéd      | 0 – 12   | Bp. Honvéd             |
| Győri Vasas             | 3 – 3    | Bp. Előre              |
| Pénzügyőrök             | 0 – 6    | Csepeli Vasas          |

## Nyolcaddöntő
A Veszprémi Bástya Kőbányai Bástya néven szerepelt tovább.
| 1. csapat         | Eredmény | 2. csapat            |
| ----------------- | -------- | -------------------- |
| 1953. február 28. |          |                      |
| Bp. Előre         | 1 – 11   | Bp. Honvéd           |
| Bp. Vasas         | 1 – 2    | Kőbányai Bástya      |
| 1953. március 1.  |          |                      |
| Szegedi Honvéd    | 1 – 1    | Orosházi Kinizsi     |
| Bp. Kinizsi       | 1 – 2    | Csepeli Vasas        |
| Pécsi Lokomotív   | 3 – 1    | Pápai Vörös Lobogó   |
| Bp. Bástya        | 8 – 0    | Bp. Haladás          |
| Diósgyőri Vasas   | 2 – 1    | Salgótarjáni Bányász |
| 1953. március 5.  |          |                      |
| Bp. Dózsa         | 2 – 1    | Bp. Postás           |

## Negyeddöntő
| 1. csapat         | Eredmény | 2. csapat        |
| ----------------- | -------- | ---------------- |
| 1953. március 11. |          |                  |
| Bp. Honvéd        | 18 – 1   | Orosházi Kinizsi |
| Pécsi Lokomotív   | 4 – 2    | Csepeli Vasas    |
| Kőbányai Bástya   | 1 – 6    | Bp. Dózsa        |
| Diósgyőri Vasas   | 1 – 3    | Bp. Bástya       |